# 首藤陸三

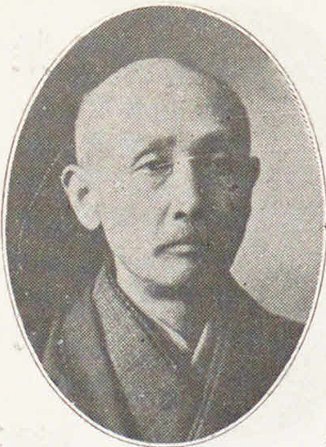
首藤陸三

首藤 陸三（すどう りくぞう、嘉永4年3月15日（1851年4月16日） - 大正13年（1924年）5月31日）は、日本の衆議院議員（立憲改進党→進歩党→憲政党→憲政本党→立憲同志会）。

## 経歴
陸奥国登米郡登米町（現在の宮城県登米市）出身。1868年（明治元年）、東京に出て、尺振八の共立学舎で英学を学んだ。1872年（明治5年）、新潟県の英語教授となり、翌年から小倉県育徳学校教授に就任した。1875年（明治8年）、大蔵省翻訳課に出仕し、1877年（明治10年）には東京府書籍館に転じた。翌年より宮城県属になり、学務課長心得と仙台師範学校校長を兼ねた。1880年（明治13年）に官を辞した後は、宮城県会議員に当選し、副議長に選出された。1882年（明治15年）、立憲改進党が結成されると、これに参加し、仙台に東北倶楽部を創設した。また1886年（明治19年）には宮城女学校の設立に加わった。
1893年（明治26年）、衆議院補欠選挙に当選。以後、当選回数は計9回を数えた。墓所は青山霊園(1イ20-1)